# Yeşilalan, Çaykara
Yeşilalan là một xã thuộc huyện Çaykara, tỉnh Trabzon, Thổ Nhĩ Kỳ. Dân số thời điểm năm 2011 là 401 người.